# Parkia parvifoliola
Parkia parvifoliola är en ärtväxtart som beskrevs av Takahide Hosokawa. Parkia parvifoliola ingår i släktet Parkia och familjen ärtväxter. Inga underarter finns listade i Catalogue of Life.